# Nyu Eiko
Eiko Nyu (牛栄子?, Nyu Eiko; 牛栄子S, Niú Róng ZǐP; Chiba, 12 maggio 1999) è una goista giapponese.

## Biografia
È di origine cinese, essendo la figlia del giocatore professionista cinese di xiangqi Zhao Guorong e della goista professionista cinese Niu Li Li 5d, per lungo tempo collaboratrice ed editrice dei libri di Go Seigen. Nyu Eiko è anche la nipote della goista professionista cinese Niu Xian Xian 5d (sorella della madre) e la nipote e discepola del professionista statunitense della Nihon Ki-in Michael Redmond 9d (marito di Niu Xian-Xian).
È diventata professionista nel 2015, raggiungendo il rango di 2 dan nel dicembre 2017, 3 dan nel 2020 e 4 dan nel 2022.
Nel 2017 ha perso per 1-2 la finale del Kisei femminile contro la detentrice del titolo Xie Yimin.
Nel 2018 ha perso la finale della Senko Cup contro Mannami Nao.
Successivamente ha vinto la Senko Cup per due volte consecutive: nel 2022, sconfiggendo Nakamura Sumire, e nel 2023, sconfiggendo Ueno Asami Meijin femminile: si è trattato di una impresa notevole, in quanto nella Senko Cup, a differenza di altri titoli giapponesi, la detentrice del titolo non accede direttamente alla finale, ma deve raggiungerla partendo dal primo turno.
A novembre 2024 ha perso contro Fujisawa Rina la finale della 43ª edizione dell'Hon'inbō femminile.

## Palmarès
| Nazionali          | Nazionali      | Nazionali |
| Torneo             | Vittorie       | Finalista |
| ------------------ | -------------- | --------- |
| Senko Cup          | 2 (2022, 2023) | 1 (2018)  |
| Kisei femminile    |                | 1 (2017)  |
| Hon'inbō femminile |                | 1 (2024)  |
| Totale             | 2              | 3         |